# Wipeout (datorspel)
Wipeout är det första spelet i Wipeoutserien, och är ett futuristiskt racingspel utvecklat och utgivet av Psygnosis. Spelet släpptes ursprungligen 1995 till Playstation och MS-DOS, och 1996 till Sega Saturn. Den 8 mars 2007 återutgavs spelet till nedladdning via Playstation Store, först till Playstation Portable och senare samma år till Playstation 3.

### Fotnoter
1. ↑  VGGEN.com News - WipEout Races to PSP via PS3
2. ↑  ”PS Store Release Dates COnfirmation | Three Speech: Semi-Official PlayStation Blog”. Arkiverad från originalet den 3 maj 2014. https://web.archive.org/web/20140503194004/http://threespeech.com/blog/2007/06/ps-store-release-dates-confirmation/. Läst 3 maj 2014.